# Cinetus elatior
Cinetus elatior är en stekelart som beskrevs av Nixon 1957. Cinetus elatior ingår i släktet Cinetus, och familjen hyllhornsteklar. Arten är reproducerande i Sverige.